# Scopula humilis
Scopula humilis är en fjärilsart som beskrevs av Louis Beethoven Prout 1913. Scopula humilis ingår i släktet Scopula och familjen mätare. Inga underarter finns listade.